# Campionato mondiale maschile di hockey su pista Novara 2024
Il Campionato del Mondo 2024 è stata la 46ª edizione del campionato del mondo di hockey su pista; la manifestazione è stata disputata in Italia a Novara. Il torneo ha avuto inizio il 16 e si è concluso il 22 settembre 2024.
A vincere il titolo è stata la Spagna per la diciottesima volta nella sua storia sconfiggendo in finale l'Argentina.

## Città ospitanti e impianti sportivi
| CITTÀ  | IMPIANTO           | CAPIENZA |
| Novara | Pala Igor          | 4.000    |
| Novara | Palasport Dal Lago | 2.500    |
| Novara | Pala Sartorio      | 600      |

## World Championship

### Squadre partecipanti
| Squadra     | Confederazione | Qualificazione                     | Partecipazioni precedenti al torneo |
| ----------- | -------------- | ---------------------------------- | --- |
| Angola      | WS Africa      | 1ª al Campionato africano 2023     | 20 (1982, 1986, 1988, 1989, 1991, 1993, 1995, 1997, 1999, 2001, 2003, 2005, 2007, 2009, 2011, 2013, 2015, 2017, 2019, 2022) |
| Argentina   | WS America     | 1ª al Campionato panamericano 2024 | 32 (1960, 1962, 1964, 1966, 1968, 1970, 1972, 1974, 1976, 1978, 1980, 1982, 1984, 1986, 1988, 1989, 1991, 1993, 1995, 1997, 1999, 2001, 2003, 2005, 2007, 2009, 2011, 2013, 2015, 2017, 2019, 2022)                                                                               |
| Cile        | WS America     | 2ª al Campionato panamericano 2024 | 26 (1954, 1955, 1962, 1966, 1970, 1972, 1978, 1980, 1982, 1984, 1986, 1989, 1991, 1995, 1999, 2001, 2003, 2005, 2007, 2009, 2011, 2013, 2015, 2017, 2019, 2022) |
| Francia     | WS Europe      | 4ª al Campionato europeo 2023      | 35 (1936, 1939, 1947, 1948, 1949, 1950, 1951, 1952, 1953, 1954, 1955, 1956, 1958, 1960, 1970, 1974, 1976, 1980, 1982, 1986, 1993, 1995, 1997, 1999, 2001, 2003, 2005, 2007, 2009, 2011, 2013, 2015, 2017, 2019, 2022)                                                             |
| Italia      | WS Europe      | 3ª al Campionato europeo 2023      | 45 (1936, 1939, 1947, 1948, 1949, 1950, 1951, 1952, 1953, 1954, 1955, 1956, 1958, 1960, 1962, 1964, 1966, 1968, 1970, 1972, 1974, 1976, 1978, 1980, 1982, 1984, 1986, 1988, 1989, 1991, 1993, 1995, 1997, 1999, 2001, 2003, 2005, 2007, 2009, 2011, 2013, 2015, 2017, 2019, 2022) |
| Portogallo  | WS Europe      | 2ª al Campionato europeo 2023      | 45 (1936, 1939, 1947, 1948, 1949, 1950, 1951, 1952, 1953, 1954, 1955, 1956, 1958, 1960, 1962, 1964, 1966, 1968, 1970, 1972, 1974, 1976, 1978, 1980, 1982, 1984, 1986, 1988, 1989, 1991, 1993, 1995, 1997, 1999, 2001, 2003, 2005, 2007, 2009, 2011, 2013, 2015, 2017, 2019, 2022) |
| Spagna      | WS Europe      | 1ª al Campionato europeo 2023      | 43 (1947, 1948, 1949, 1950, 1951, 1952, 1953, 1954, 1955, 1956, 1958, 1960, 1962, 1964, 1966, 1968, 1970, 1972, 1974, 1976, 1978, 1980, 1982, 1984, 1986, 1988, 1989, 1991, 1993, 1995, 1997, 1999, 2001, 2003, 2005, 2007, 2009, 2011,2013, 2015, 2017, 2019, 2022)              |
| Stati Uniti | WS America     | 3ª al Campionato panamericano 2024 | 24 (1966, 1968, 1970, 1972, 1974, 1976, 1978, 1980, 1982, 1984, 1986, 1988, 1989, 1991, 1993, 1997, 1999, 2001, 2003, 2005, 2007, 2009, 2011, 2013) |

### Svolgimento del torneo

#### Prima fase

##### Girone A
| Pos. | Squadra     | Pt | G | V | N | P | GF | GS | DR  |
| ---- | ----------- | -- | - | - | - | - | -- | -- | --- |
| 1.   | Argentina   | 7  | 3 | 2 | 1 | 0 | 20 | 7  | +13 |
| 2.   | Portogallo  | 7  | 3 | 2 | 1 | 0 | 18 | 6  | +12 |
| 3.   | Angola      | 3  | 3 | 1 | 0 | 2 | 10 | 11 | -1  |
| 4.   | Stati Uniti | 0  | 3 | 0 | 0 | 3 | 4  | 28 | -24 |

| Data         | Ora   | Gara        | Gara | Gara        |
| ------------ | ----- | ----------- | ---- | ----------- |
| 16 settembre | 15:15 | Argentina   | 7-1  | Angola      |
| 16 settembre | 18:30 | Portogallo  | 10-2 | Stati Uniti |
| 17 settembre | 13:00 | Stati Uniti | 2-9  | Argentina   |
| 17 settembre | 18:30 | Angola      | 0-4  | Portogallo  |
| 18 settembre | 13:00 | Angola      | 9-0  | Stati Uniti |
| 18 settembre | 18:30 | Argentina   | 4-4  | Portogallo  |

##### Girone B
| Pos. | Squadra | Pt | G | V | N | P | GF | GS | DR  |
| ---- | ------- | -- | - | - | - | - | -- | -- | --- |
| 1.   | Spagna  | 7  | 3 | 2 | 1 | 0 | 17 | 4  | +13 |
| 2.   | Italia  | 6  | 3 | 2 | 0 | 1 | 11 | 4  | +7  |
| 3.   | Francia | 4  | 3 | 1 | 1 | 1 | 7  | 3  | +4  |
| 4.   | Cile    | 0  | 3 | 0 | 0 | 3 | 1  | 25 | -24 |

| Data         | Ora   | Gara    | Gara | Gara    |
| ------------ | ----- | ------- | ---- | ------- |
| 16 settembre | 13:00 | Spagna  | 1-1  | Francia |
| 16 settembre | 21:00 | Italia  | 7-0  | Cile    |
| 17 settembre | 15:15 | Cile    | 0-12 | Spagna  |
| 17 settembre | 21:00 | Francia | 0-1  | Italia  |
| 18 settembre | 15:15 | Cile    | 1-6  | Francia |
| 18 settembre | 21:00 | Spagna  | 4-3  | Italia  |

#### Tabellone fase finale
|  | Quarti di finale         | Quarti di finale         | Quarti di finale         |                          |                          | Semifinali               | Semifinali               | Semifinali               |                          |                          | Finale                   | Finale                   | Finale                   |                          |                          |
|  |                          |                          |                          |                          |                          |                          |                          |                          |                          |                          |                          |                          |                          |                          |                          |
|  | 20 settembre - ore 9:00  |                          |                          |                          |                          |                          |                          |                          |                          |                          |                          |                          |                          |                          |                          |
|  | A1                       | Argentina                | 4                        |                          |                          |                          |                          |                          |                          |                          |                          |                          |                          |                          |                          |
|  | D1                       | Andorra                  | 1                        |                          |                          | 21 settembre - ore 16:00 | 21 settembre - ore 16:00 | 21 settembre - ore 16:00 | 21 settembre - ore 16:00 | 21 settembre - ore 16:00 |                          |                          |                          |                          |                          |
|  |                          |                          |                          |                          | A1                       | Argentina                | 5                        |                          |                          |                          |                          |                          |                          |                          |                          |
|  | 20 settembre - ore 18:15 | 20 settembre - ore 18:15 | 20 settembre - ore 18:15 | 20 settembre - ore 18:15 |                          | B2                       | Italia                   | 4                        |                          |                          |                          |                          |                          |                          |                          |
|  | B2                       | Italia                   | 5                        |                          |                          |                          |                          |                          |                          |                          |                          |                          |                          |                          |                          |
|  | A3                       | Angola                   | 2                        |                          |                          |                          |                          |                          |                          |                          | 22 settembre - ore 18:00 | 22 settembre - ore 18:00 | 22 settembre - ore 18:00 | 22 settembre - ore 18:00 | 22 settembre - ore 18:00 |
|  |                          |                          |                          |                          |                          |                          |                          |                          |                          |                          | A1                       | Argentina                | 1                        |                          |                          |
|  | 20 settembre - ore 11:15 | 20 settembre - ore 11:15 | 20 settembre - ore 11:15 | 20 settembre - ore 11:15 | 20 settembre - ore 11:15 |                          |                          |                          |                          |                          | B1                       | Spagna                   | 2                        |                          |                          |
|  | B1                       | Spagna                   | 7                        |                          |                          |                          |                          |                          |                          |                          |                          |                          |                          |                          |                          |
|  | C1                       | Svizzera                 | 0                        |                          |                          | 21 settembre - ore 18:30 | 21 settembre - ore 18:30 | 21 settembre - ore 18:30 | 21 settembre - ore 18:30 | 21 settembre - ore 18:30 |                          | Finale 3º posto          | Finale 3º posto          | Finale 3º posto          |                          |
|  |                          |                          |                          |                          | B1                       | Spagna                   | 5(2)                     |                          | 22 settembre - ore 15:00 | 22 settembre - ore 15:00 | 22 settembre - ore 15:00 | 22 settembre - ore 15:00 | 22 settembre - ore 15:00 |                          |                          |
|  | 20 settembre - ore 15:45 | 20 settembre - ore 15:45 | 20 settembre - ore 15:45 | 20 settembre - ore 15:45 |                          | A2                       | Portogallo               | 5(1)                     |                          |                          | B2                       | Italia                   | 3                        |                          |                          |
|  | A2                       | Portogallo               | 4                        |                          |                          |                          |                          |                          |                          | A2                       | Portogallo               | 2                        |                          |                          |                          |
|  | B3                       | Francia                  | 2                        |                          |                          |                          |                          |                          |                          |                          |                          |                          |                          |                          |                          |

##### Finale
| Arbitri: | Alessandro Eccelsi Joaquim Pinto |

|                   |           |                                        |
| L. Ordóñez 24'15" | Marcatori | 0'30" C. Carballeira 2'46" P. Bargalló |

| Argentina | Spagna |

| Argentina           |   |                        |
|                     |   |                        |
| Quintetto iniziale: |   |                        |
| 1                   | P | Constantino Acevedo    |
| 7                   | E | Ezequiel Mena          |
| 9                   | E | Lucas Ordóñez          |
| 33                  | E | Facundo Navarro        |
| 99                  | E | Gonzalo Romero         |
| Riserve:            |   |                        |
| 10                  | E | Danilo Rampulla        |
| 12                  | P | Valentín Grimalt       |
| 27                  | E | Lucas Martínez         |
| 57                  | E | Reinaldo García Mallea |
| 87                  | E | Facundo Bridge         |
| Selezionatore:      |   |                        |
| José Luis Páez      |   |                        |

| Spagna              |   |                   |
|                     |   |                   |
| Quintetto iniziale: |   |                   |
| 10                  | P | Carles Grau       |
| 5                   | E | César Carballeira |
| 8                   | E | Pau Bargalló      |
| 9                   | E | Marc Grau         |
| 24                  | E | Nil Roca          |
| Riserve:            |   |                   |
| 1                   | P | Càndid Ballart    |
| 3                   | E | Ignacio Alabart   |
| 18                  | E | Martí Casas       |
| 55                  | E | Sergi Aragonès    |
| 97                  | E | Ivan Morales      |
| Selezionatore:      |   |                   |
| Guillem Cabestany   |   |                   |

#### Tabellone 5º/8º posto
|  | Semifinali - 21 settembre | Semifinali - 21 settembre | Semifinali - 21 settembre |         |        | Finale 5º posto - 22 settembre | Finale 5º posto - 22 settembre | Finale 5º posto - 22 settembre |  |
|  |                           |                           |                           |         |        |                                |                                |                                |  |
|  | D1                        | Andorra                   | 1                         |         |        |                                |                                |                                |  |
|  | D1                        | Andorra                   | 1                         |         |        |                                |                                |                                |  |
|  | A3                        | Angola                    | 4                         |         |        |                                |                                |                                |  |
|  | A3                        | Angola                    | 4                         |         | Angola | Angola                         | 2                              |                                |  |
|  |                           |                           |                           |         | Angola | Angola                         | 2                              |                                |  |
|  |                           |                           | Francia                   | Francia | 8      |                                |                                |                                |  |
|  | C1                        | Svizzera                  | Francia                   | Francia | 8      | 2                              |                                |                                |  |
|  | C1                        | Svizzera                  |                           |         |        | 2                              |                                |                                |  |
|  | B3                        | Francia                   | 9                         |         |        | Finale 7º posto - 22 settembre | Finale 7º posto - 22 settembre | Finale 7º posto - 22 settembre |  |
|  | B3                        | Francia                   | 9                         |         |        |                                |                                |                                |  |
|  |                           |                           |                           |         |        |                                |                                |                                |  |
|  |                           |                           |                           |         |        | Andorra                        | Andorra                        | 2(0)                           |  |
|  |                           |                           |                           |         |        | Andorra                        | Andorra                        | 2(0)                           |  |
|  |                           |                           |                           |         |        | Svizzera                       | Svizzera                       | 2(2)                           |  |

## Intercontinental Cup

### Squadre partecipanti
| Squadra     | Confederazione | Qualificazione                     | Partecipazioni precedenti al torneo                                                                 |
| ----------- | -------------- | ---------------------------------- | --------------------------------------------------------------------------------------------------- |
| Andorra     | WS Europe      | 8ª al Campionato europeo 2023      | 8 (1990, 1992, 1996, 1998, 2002, 2004, 2019, 2022)                                                  |
| Australia   | WS Oceania     | 2ª al Campionato asiatico 2023     | 16 (1984, 1986, 1988, 1990, 1992, 1994, 1996, 1998, 2000, 2002, 2004, 2006, 2008, 2010, 2019, 2022) |
| Brasile     | WS America     | 5ª al Campionato panamericano 2024 | 3 (1990, 2019, 2022)                                                                                |
| Colombia    | WS America     | 4ª al Campionato panamericano 2024 | 11 (1984, 1988, 1990, 1994, 1996, 2000, 2002, 2006, 2008, 2017, 2022)                               |
| Egitto      | WS Africa      | 2ª al Campionato africano 2023     | 7 (2006, 2008, 2010, 2012, 2014, 2017, 2019)                                                        |
| Germania    | WS Europe      | 6ª al Campionato europeo 2023      | 3 (1986, 2019, 2022)                                                                                |
| Regno Unito | WS Europe      | 7ª al Campionato europeo 2023      | 12 (1984, 1988, 1990, 1992, 1996, 1998, 2000, 2002, 2004, 2012, 2014, 2019)                         |
| Svizzera    | WS Europe      | 5ª al Campionato europeo 2023      | 4 (1988, 1990, 2019, 2022)                                                                          |

Nota bene: nella sezione "partecipazioni precedenti al torneo" le date in grassetto indicano la squadra che ha vinto quell'edizione del torneo

### Svolgimento del torneo

#### Prima fase

##### Girone C
| Pos. | Squadra    | Pt | G | V | N | P | GF | GS | DR  |
| ---- | ---------- | -- | - | - | - | - | -- | -- | --- |
| 1.   | ' Svizzera | 9  | 3 | 3 | 0 | 0 | 25 | 4  | +21 |
| 2.   | Colombia   | 4  | 3 | 1 | 1 | 1 | 16 | 6  | +10 |
| 3.   | Germania   | 4  | 3 | 1 | 1 | 1 | 11 | 5  | +6  |
| 4.   | Australia  | 0  | 3 | 0 | 0 | 3 | 1  | 38 | -37 |

| Data         | Ora   | Gara      | Gara | Gara      |
| ------------ | ----- | --------- | ---- | --------- |
| 16 settembre | 9:00  | Svizzera  | 5-4  | Colombia  |
| 16 settembre | 11:00 | Germania  | 10-1 | Australia |
| 17 settembre | 9:00  | Australia | 0-17 | Svizzera  |
| 17 settembre | 11:00 | Colombia  | 1-1  | Germania  |
| 18 settembre | 9:00  | Australia | 0-11 | Colombia  |
| 18 settembre | 11:00 | Svizzera  | 3-0  | Germania  |

##### Girone D
| Pos. | Squadra     | Pt | G | V | N | P | GF | GS | DR  |
| ---- | ----------- | -- | - | - | - | - | -- | -- | --- |
| 1.   | Andorra     | 7  | 3 | 2 | 1 | 0 | 29 | 3  | +26 |
| 2.   | Regno Unito | 7  | 3 | 2 | 1 | 0 | 29 | 4  | +25 |
| 3.   | Brasile     | 3  | 3 | 1 | 0 | 2 | 9  | 22 | -13 |
| 4.   | Egitto      | 0  | 3 | 0 | 0 | 3 | 3  | 41 | -38 |

| Data         | Ora   | Gara        | Gara | Gara        |
| ------------ | ----- | ----------- | ---- | ----------- |
| 16 settembre | 9:00  | Egitto      | 0-14 | Andorra     |
| 16 settembre | 11:00 | Regno Unito | 7-1  | Brasile     |
| 17 settembre | 9:00  | Brasile     | 7-2  | Egitto      |
| 17 settembre | 11:00 | Andorra     | 2-2  | Regno Unito |
| 18 settembre | 9:00  | Andorra     | 13-1 | Brasile     |
| 18 settembre | 11:00 | Egitto      | 1-20 | Regno Unito |

#### Tabellone fase finale
|  | Quarti di finale | Quarti di finale | Quarti di finale |              |              | Semifinali   | Semifinali   | Semifinali   |              |              | Finale       | Finale          | Finale          |                 |              |
|  |                  |                  |                  |              |              |              |              |              |              |              |              |                 |                 |                 |              |
|  | 19 settembre     |                  |                  |              |              |              |              |              |              |              |              |                 |                 |                 |              |
|  | A4               | Stati Uniti      | 9                |              |              |              |              |              |              |              |              |                 |                 |                 |              |
|  | D4               | Egitto           | 0                |              |              | 20 settembre | 20 settembre | 20 settembre | 20 settembre | 20 settembre |              |                 |                 |                 |              |
|  |                  |                  |                  |              | A4           | Stati Uniti  | 3            |              |              |              |              |                 |                 |                 |              |
|  | 19 settembre     | 19 settembre     | 19 settembre     | 19 settembre |              | D2           | Regno Unito  | 4            |              |              |              |                 |                 |                 |              |
|  | D2               | Regno Unito      | 5                |              |              |              |              |              |              |              |              |                 |                 |                 |              |
|  | C3               | Germania         | 3                |              |              |              |              |              |              |              | 22 settembre | 22 settembre    | 22 settembre    | 22 settembre    | 22 settembre |
|  |                  |                  |                  |              |              |              |              |              |              |              | D2           | Regno Unito     | 4               |                 |              |
|  | 19 settembre     | 19 settembre     | 19 settembre     | 19 settembre | 19 settembre |              |              |              |              |              | B4           | Cile            | 8               |                 |              |
|  | C2               | Colombia         | 5                |              |              |              |              |              |              |              |              |                 |                 |                 |              |
|  | D3               | Brasile          | 3                |              |              | 20 settembre | 20 settembre | 20 settembre | 20 settembre | 20 settembre |              | Finale 3º posto | Finale 3º posto | Finale 3º posto |              |
|  |                  |                  |                  |              | C2           | Colombia     | 2            |              | 22 settembre | 22 settembre | 22 settembre | 22 settembre    | 22 settembre    |                 |              |
|  | 19 settembre     | 19 settembre     | 19 settembre     | 19 settembre |              | B4           | Cile         | 5            |              |              | A4           | Stati Uniti     | 1               |                 |              |
|  | B4               | Cile             | 11               |              |              |              |              |              |              | C2           | Colombia     | 6               |                 |                 |              |
|  | C4               | Australia        | 0                |              |              |              |              |              |              |              |              |                 |                 |                 |              |

#### Tabellone 5º/8º posto
|  | Semifinali - 21 settembre | Semifinali - 21 settembre | Semifinali - 21 settembre |         |          | Finale 5º posto - 22 settembre | Finale 5º posto - 22 settembre | Finale 5º posto - 22 settembre |  |
|  |                           |                           |                           |         |          |                                |                                |                                |  |
|  | D4                        | Egitto                    | 0                         |         |          |                                |                                |                                |  |
|  | D4                        | Egitto                    | 0                         |         |          |                                |                                |                                |  |
|  | C3                        | Germania                  | 12                        |         |          |                                |                                |                                |  |
|  | C3                        | Germania                  | 12                        |         | Germania | Germania                       | 7                              |                                |  |
|  |                           |                           |                           |         | Germania | Germania                       | 7                              |                                |  |
|  |                           |                           | Brasile                   | Brasile | 3        |                                |                                |                                |  |
|  | D3                        | Brasile                   | Brasile                   | Brasile | 3        | 4                              |                                |                                |  |
|  | D3                        | Brasile                   |                           |         |          | 4                              |                                |                                |  |
|  | C4                        | Australia                 | 3                         |         |          | Finale 7º posto - 22 settembre | Finale 7º posto - 22 settembre | Finale 7º posto - 22 settembre |  |
|  | C4                        | Australia                 | 3                         |         |          |                                |                                |                                |  |
|  |                           |                           |                           |         |          |                                |                                |                                |  |
|  |                           |                           |                           |         |          | Egitto                         | Egitto                         | 1                              |  |
|  |                           |                           |                           |         |          | Egitto                         | Egitto                         | 1                              |  |
|  |                           |                           |                           |         |          | Australia                      | Australia                      | 3                              |  |

## Challenger Cup

### Squadre partecipanti
| Squadra       | Confederazione | Qualificazione                     | Partecipazioni precedenti al torneo |
| ------------- | -------------- | ---------------------------------- | ----------------------------------- |
| Austria       | WS Europe      | Wild card                          | 1 (2019)                            |
| Cina          | WS Asia        | 7ª al Campionato asiatico 2023     | 1 (2019)                            |
| Giappone      | WS Asia        | 5ª al Campionato asiatico 2023     | 2 (2017, 2019)                      |
| India         | WS Asia        | 4ª al Campionato asiatico 2023     | 2 (2017, 2019)                      |
| Israele       | WS Europe      | Wild card                          | 1 (2017)                            |
| Messico       | WS America     | 6ª al Campionato panamericano 2024 | 1 (2022)                            |
| Mozambico     | WS Africa      | Wild card                          | - (Esordiente)                      |
| Nuova Zelanda | WS Oceania     | 6ª al Campionato asiatico 2023     | 3 (2017, 2019, 2022)                |
| Paesi Bassi   | WS Europe      | Wild card                          | 1 (2019)                            |
| Sudafrica     | WS Africa      | 3ª al Campionato africano 2023     | 1 (2019)                            |
| Uruguay       | WS America     | Wild card                          | 2 (2019, 2022)                      |

### Svolgimento del torneo

#### Prima fase

##### Girone E
| Pos. | Squadra       | Pt | G | V | N | P | GF | GS | DR  |
| ---- | ------------- | -- | - | - | - | - | -- | -- | --- |
| 1.   | Uruguay       | 15 | 5 | 5 | 0 | 0 | 35 | 8  | +27 |
| 2.   | Israele       | 12 | 5 | 4 | 0 | 1 | 39 | 9  | +30 |
| 3.   | Mozambico     | 9  | 5 | 3 | 0 | 2 | 28 | 17 | +11 |
| 4.   | Giappone      | 6  | 5 | 2 | 0 | 3 | 15 | 29 | -14 |
| 5.   | Messico       | 3  | 5 | 1 | 0 | 4 | 8  | 26 | -18 |
| 6.   | Nuova Zelanda | 0  | 5 | 0 | 0 | 5 | 5  | 41 | -36 |

##### Girone F
| Pos. | Squadra     | Pt | G | V | N | P | GF | GS  | DR   |
| ---- | ----------- | -- | - | - | - | - | -- | --- | ---- |
| 1.   | Austria     | 12 | 4 | 4 | 0 | 0 | 61 | 9   | +52  |
| 2.   | Paesi Bassi | 9  | 4 | 3 | 0 | 1 | 49 | 14  | +35  |
| 3.   | Sudafrica   | 6  | 4 | 2 | 0 | 2 | 27 | 27  | 0    |
| 4.   | India       | 3  | 4 | 1 | 0 | 3 | 45 | 24  | +21  |
| 5.   | Cina        | 0  | 4 | 0 | 0 | 4 | 2  | 110 | -108 |

#### Finale 25º-26º posto
| Data         | Ora  | Gara    | Gara | Gara |
| ------------ | ---- | ------- | ---- | ---- |
| 21 settembre | 9:00 | Messico | 21-2 | Cina |

#### Finale 23º-24º posto
| Data         | Ora   | Gara     | Gara | Gara  |
| ------------ | ----- | -------- | ---- | ----- |
| 21 settembre | 11:15 | Giappone | 2-10 | India |

#### Finale 21º-22º posto
| Data         | Ora   | Gara      | Gara | Gara      |
| ------------ | ----- | --------- | ---- | --------- |
| 21 settembre | 13:30 | Mozambico | 5-4  | Sudafrica |

#### Finale 19º-20º posto
| Data         | Ora   | Gara    | Gara | Gara        |
| ------------ | ----- | ------- | ---- | ----------- |
| 21 settembre | 15:45 | Israele | 6-9  | Paesi Bassi |

#### Finale 17º-18º posto
| Data         | Ora   | Gara    | Gara | Gara    |
| ------------ | ----- | ------- | ---- | ------- |
| 21 settembre | 18:00 | Uruguay | 3-7  | Austria |

## Classifica finale
| Pos                | Squadra    |
| ------------------ | ---------- |
| World Championship |            |
| 1.                 | Spagna     |
| 2.                 | Argentina  |
| 3.                 | Italia     |
| 4.                 | Portogallo |
| 5.                 | Francia    |
| 6.                 | Angola     |
| 7.                 | Svizzera   |
| 8.                 | Andorra    |

| Pos                  | Squadra     |
| -------------------- | ----------- |
| Intercontinental Cup |             |
| 9.                   | Cile        |
| 10.                  | Regno Unito |
| 11.                  | Colombia    |
| 12.                  | Stati Uniti |
| 13.                  | Germania    |
| 14.                  | Brasile     |
| 15.                  | Australia   |
| 16.                  | Egitto      |

| Pos            | Squadra       |
| -------------- | ------------- |
| Challenger Cup |               |
| 17.            | Austria       |
| 18.            | Uruguay       |
| 19.            | Paesi Bassi   |
| 20.            | Israele       |
| 21.            | Mozambico     |
| 22.            | Sudafrica     |
| 23.            | India         |
| 24.            | Giappone      |
| 25.            | Messico       |
| 26.            | Cina          |
| 27.            | Nuova Zelanda |